# Kungavagn

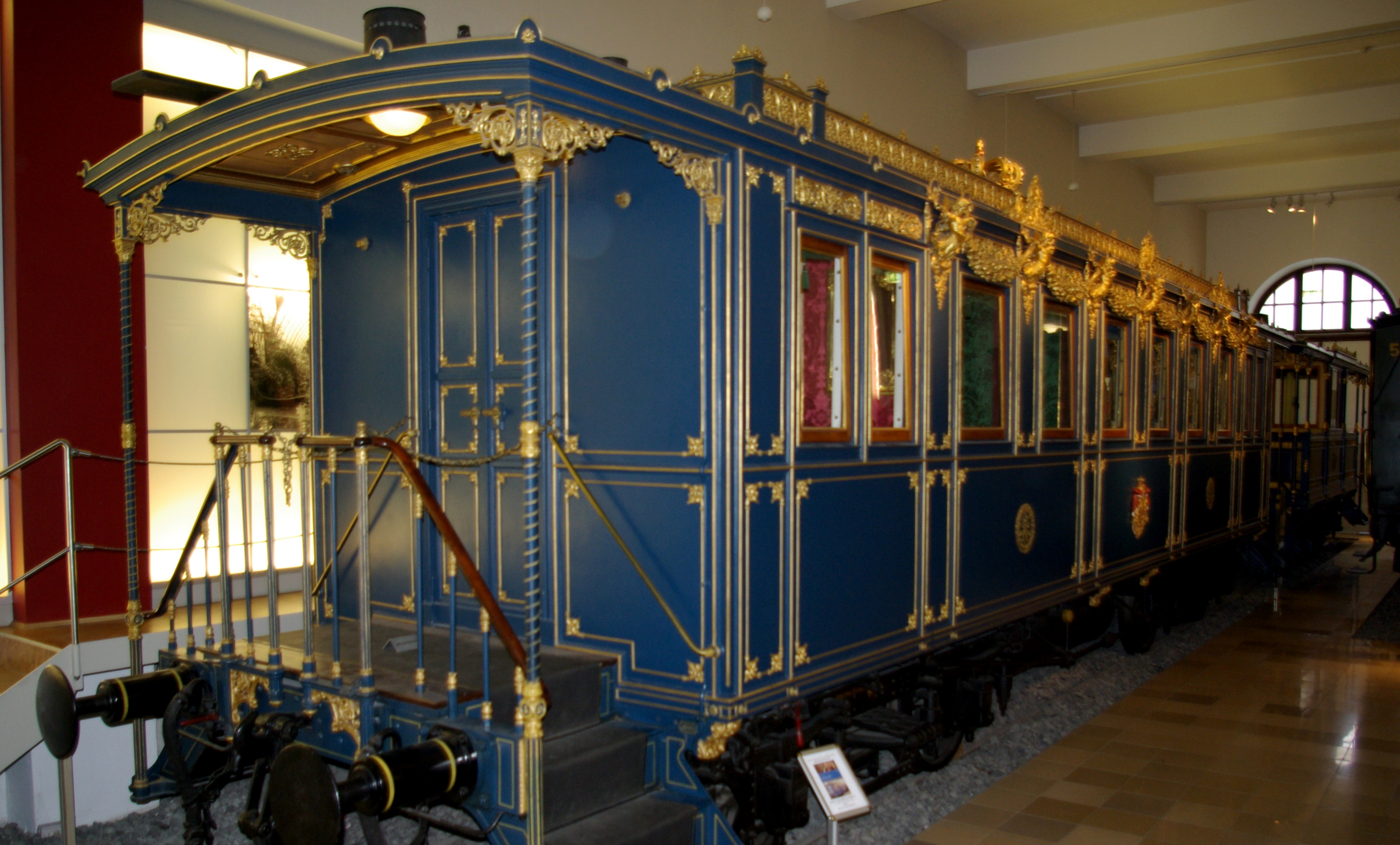
Kungavagn som tillhörde Ludvig II av Bayern på 1860-talet. Vagnen finns utställd på Nürnbergs transportmuseum.

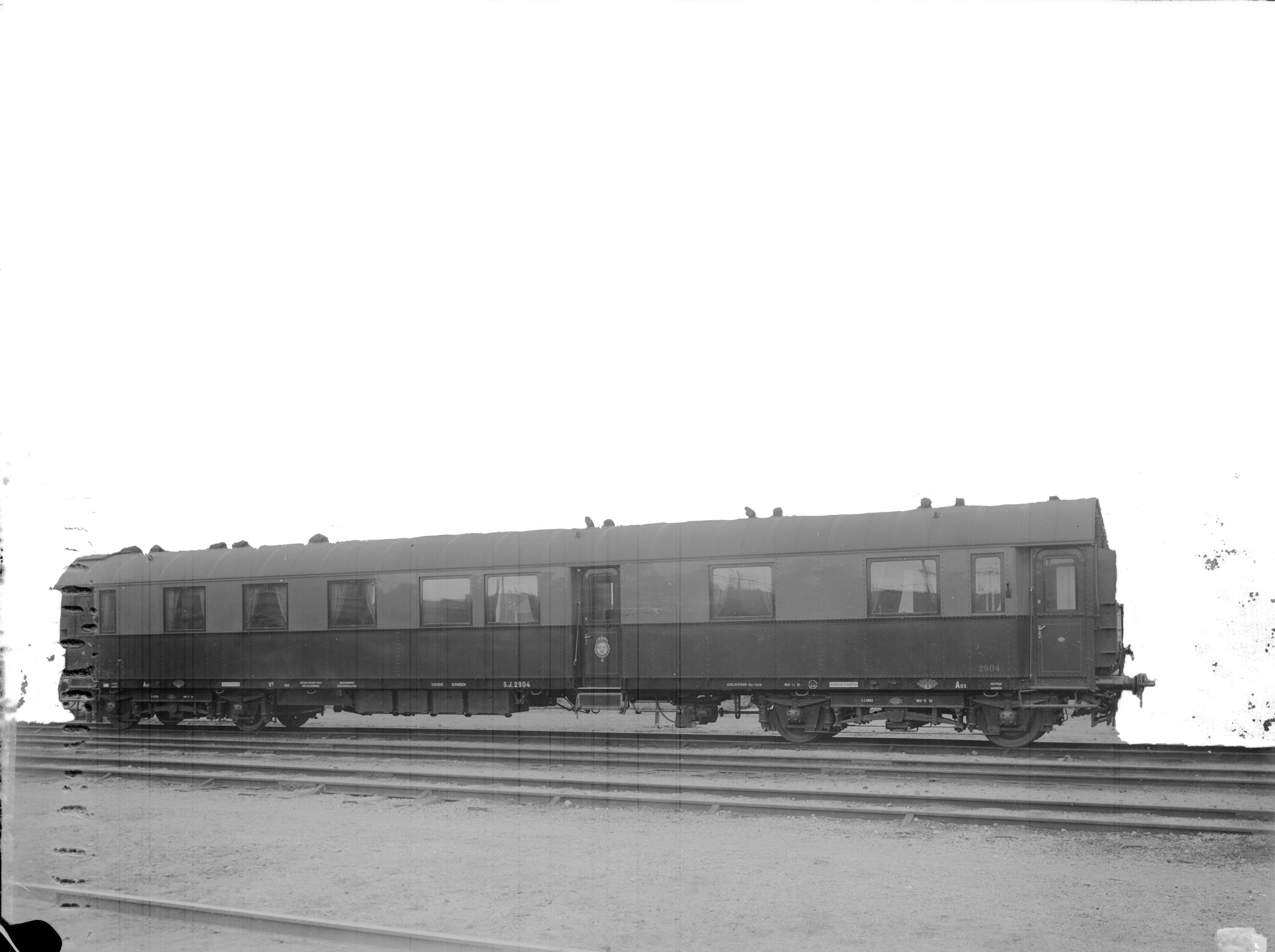
Svensk Kungavagn byggd 1931

En kungavagn är en järnvägsvagn avsedd för kungligheter.
För kungligheter på resa med järnväg ansågs inte någon enstaka vagn vara nog. Det skulle helst vara hela tåg. Den franske kejsaren Napoleon III färdades (fram till 1870 då han blev avsatt) i ett eget tåg med nio vagnar, varav en var avsedd för promenader under färd. När kung Oscar II 1874 fick ett eget kungatåg måste han till att börja med nöja sig med fem: audiensvagn, salongvagn, sovvagn för drottningen, sovvagn för kungen och en matsalsvagn. Audiensvagnen var extra elegant dekorerad med förgyllt konstsmide över väggfälten. År 1891 byggdes kungens och drottningens vagnar om till boggivagnar. Den ena blev kungens sov- och salongvagn, den andra drottningens sov- och salongvagn. Audiensvagnen ändrades inte.
Senast en kungavagn byggdes i Sverige var 1931 åt Gustaf V och användes för att ta kungen och hovet till Vagnhärad station för vidare färd mot sommarresidenset Tullgarn. För ändamålet uppfördes en kunglig vänthall i stationen. Vagnen användes flitigt och renoverades 1952 åt Gustaf VI Adolf som använde den för sina resor till Sofiero. Den nuvarande kungafamiljen brukade ta kungavagnen till Storlien för vintersemestrar, en tradition som fortlevde fram till 2001. Kungavagnen är nu magasinerad i  Järnvägsmuseet i Gävle men är fullt brukbar och har tagits i tjänst bland annat 2005, 2009 och 2023.